# Mos Def
Mos Def (polgári nevén Dante Terrell Smith, később Yasiin Bey) (Brooklyn, New York, 1973. december 11. –) amerikai rapper, színész.

## Életrajza
Tizenegy testvére van, szülei legidősebb gyermekeként jött a világra. 1994-ben saját együttest alakított UTD (Urban Thermo Dynamic) néven egyik öccsével és húgával. 1997-ben újabb együttest alapított Talib Kwelivel, Black Star néven. 1999 óta szólóénekesként is működik, ebben az évben jelent meg első szólólemeze. Több filmben is játszott pályafutása alatt. 2011-ben nevét Yasiin Beyre változtatta. 2016-ban bejelentette, hogy visszavonul.

## Színészként
Filmjei között szerepel a 2008-as Tekerd vissza, haver! című vígjáték is, melyben a második főszereplőt játszotta. Ezen kívül több más mozgóképben is szerepelt, például a Galaxis útikalauz stopposoknak című regény 2005-ös megfilmesítésében is. Jelentősebb sorozatszerepei a Dexter című drámában az egyik visszatérő szereplő, valamint A kertvárosi gettó (The Boondocks) című felnőtteknek szóló rajzfilmben szintén egy visszatérő szereplőt alakított. Az olasz meló című 2003-as filmben Balfül szerepében volt látható.

## Szólólemezei
- Black on Both Sides (1999)
- The New Danger (2004)
- True Magic (2006)
- The Ecstatic (2009)
- Negus (2019)

A Black Star tagjaként
- Mos Def & Talib Kweli are Black Star (1998)
- No Fear of Time (2022)

## Filmjei
- Áldd meg uram a gyermekeket (1988)
- You Take the Kids (1990-1991)
- Jobb ma egy zsaru, mint holnap kettő (1991)
- Cosby nyomozó rejtélyei (1994-1995)
- New York rendőrei (1997-2000)
- Kerge város (1998)
- A Marlowe-rejtély (1998)
- Halottak szigete (2000)
- Afro-tv (2000)
- Carmen: Egy hip hopera (2001)
- Szörnyek keringője (2001)
- Showtime - Végtelen & képtelen (2002)
- Hip-hop szerelem (2002)
- Életem értelmei (2002)
- Az olasz meló (2003)
- Chappelle's Show (2003-2006)
- Egy csoda teremtése (2004)
- Galaxis útikalauz stopposoknak (2005)
- A kertvárosi gettó (2005-2008)
- 16 utca (2006)
- Utazás az éjszaka mélyén (2006)
- Taplógáz (2006)
- Tekerd vissza, haver! (2008)
- Cadillac Records - Csillogó fekete lemezek (2008)
- Doktor House (2009)
- Kié a cucc? (2009)
- Dexter (2011)
- Szerelemre hangszerelve (2013)
- Született bűnözők (2013)

## További információ
- Mos Def a Facebookon
- Mos Def a PORT.hu-n (magyarul)
- Mos Def az Internetes Szinkronadatbázisban (magyarul)
- Mos Def az Internet Movie Database-ben (angolul)
- Mos Def a Rotten Tomatoeson (angolul)

## Fordítás
- Ez a szócikk részben vagy egészben  a   Mos Def című angol Wikipédia-szócikk ezen változatának fordításán alapul.  Az eredeti cikk szerkesztőit annak laptörténete sorolja fel. Ez a jelzés csupán a megfogalmazás eredetét és a szerzői jogokat jelzi, nem szolgál a cikkben szereplő információk forrásmegjelöléseként.